# أودي أديب
إيهود (اودي) أديب، (بالعبرية: אהוד (אודי) אדיב) (21 يناير 1964-)، ناشط إسرائيلي وأسير سياسي سابق، ولد في كيبوتس غان شموئل، المقام على انقاض القرية الفلسطينية خربة السركس، اشتراكي انضم لحركة «ماتسبين» المعادية للصهيونية، وشكلّ مجموعة من العرب واليهود سميت ب «الشبكة الحمراء» لتنفيذ عمليات ضدّ «إسرائيل»، وتلقى تدريبات في دمشق. القي عليه القبض مع افراد خليته عام 1973، وحكم عليه بالسجن لمدة 17 عام، أطلق سراحة عام 1985 ضمن التمهيد لصفقة جبريل.
أودي أديب يعيش اليوم في مدينة حيفا، وهو دكتور في العلوم السياسية.

## حياته
اسمه الكامل إيهود أودي أديب ولد في 21 يناير عام 1946، في كيبوتس غان شموئيل بالقرب من حيفا، وهو أحد قلاه هشومير هتساعير، خدم في جيش الاحتلال الإسرائيلي وأنهى خدمته عام 1966، ولكن في عام 1967 للمشاركة في حرب النكسة استدعي لخدمة الاحتياط في لواء المظليين في منطقة القدس. بعد عودته من الحرب انضمّ لخلية يسارية راديكالية تحت اسم «ماتسبين» ومعناه البوصلة يقودها شخص يدعى إيلان هاليفي، أعضاء خلية «ماتسبين» خرجوا عن الخطّ الأيديولجي للحزب الشيوعي الإسرائيلي التي كانت تمليه موسكو، وعارضوا الصهيونية و«إسرائيل» والنظام الإمبريالي والرأسمالية، وانتقدوا حكومات الدول العربية لأن من يحكمها جنرالات وملوك، كشفوا في صحيفة «ماتسبين» الخاصّة بالخلية عن أهداف «إسرائيل» الخفية من حرب السويس وأنها كانت طرفا شريكا مع بريطانيا وفرنسا كانت الخلية أول من طالب بالخروج من الأراضي المحتة عام 1967.
بين السنوات 1970-1972 درس في جامعة حيفا الفلسفة والعلوم السياسية، وواصل خلال هذه السنوات نشاطه بمنظمة سلاية تابعة لمنظمة التحرير الفلسطينية، في نهاية عام 1972 اعتقل كل أعضاء هذه الخلية وقضى أديب بالسجن 12 من بين 17 وتحرّر بصفقة تبادل أسرى عام 1985. وبعد تحرره درس في جامعة تل أبيب ونال الدكتوراة من جامعة بيرباك في لندن، وحين عاد من لندن عمل محاضرا في الجامعة المفتوحة في «إسرائيل» وهو كاتب في المجلات والصحف الفلسطينية.

## نضاله
انقسمت «ماتسبين» الحركة الصغيرة إلى ثلاث حركات وانضم أديب إلى إحداها وهى حركة تنتمى إلى فكر ما وتسى تونج، لأنه أراد أن يرى متسبين تعمل أكثر من أجل الموضوع الفلسطينى وتكف عن الانشغال بالعلاقة مع الهستدروت وطبقة العمال. لكن حتى مع هذه الحركة لم يجد راحته. وفي عام 1971 انشق وانضم إلى منظمة تطلق على نفسها اسم (الشبكة الحمراء) أقامها شخص يدعى دان فيرد. وانضم لخليه تحركها منظمة التحرير الفلسطينية بقيادة داوود سمعان- تركي صاحب محل لبيع الكتب في وادي النسناس وكان يشغل الخلية حبيب قهوجي، سافر لدمشق لتلقي التدريبات اللازمة. لاحق الشاباك وقوات الأمن الإسرائيلية أودي أديب وفيه بيته بوادي النسناس بحيفا تم القاء القبض عليه بعدما عثورا على كتيبات لتصنيع السيارات المفخخة والمتفجرات، عملية الاعتقالات التي بدأت مطلع ديسمبر 1972، وطالت أكثر من 60 شخصا تم التحقيق معهم ليتقلص عدد من تم تقديهم للمحاكمة إلى 40، في شباط عام 1973 قدمت الخلية للمحاكمة، بتهمة التجسس لصالح جهات أجنبية وتسليم أسرار للعدو، حوكم أودي خلف الأبواب المغلقة بالسجن لمدة 17 عاما قضى منها فعليا 12.